# 日本福音クルセード
日本福音クルセードは本田弘慈を主幹として行われた、日本人独自によるクルセード（大衆伝道）

## 歴史
- 1956年　本田弘慈が日本イエス・キリスト教団神戸中央教会の牧師を辞任して、本田クルセードを設立する。
- 1964年　本田クルセードと首都圏の教会が協力して、東京福音クルセードを文京公会堂で開催した。
- 1966年　本田クルセードは本田弘慈を主幹として、有賀喜一らを協力伝道者に迎えて、日本福音クルセードと改称した。

以後に、日本福音クルセードは日本各地の教会と協力しながら、大衆伝道、聖会、研修会などを開催している。
- 2002年　本田弘慈が死去する。